# (74340) 1998 VM19
(74340) 1998 VM19 – planetoida z pasa głównego asteroid okrążająca Słońce w ciągu 4,3 lat w średniej odległości 2,64 j.a. Odkryta 10 listopada 1998 roku.